# Ешь, люби и молись
«Ешь, люби и молись» — песня российской певицы Лолиты Милявской, выпущенная 22 ноября 2024 года на лейбле Fenix Music. Автором музыки и текста композиции стал Николай Степанов

## Музыкальное видео
Одновременно с релизом песни был выпущен клип, режиссёром и оператором которого выступила Дарья Гущина". Всё действие происходит в олдскульном гараже, где где в рок-н-ролльной атмосфере репетирует молодёжная группа. Появившаяся из ниоткуда гламурная Лолита вначале не вызывает доверия парней, однако вскоре те проникается исполнением певицы.

## Отзывы критиков
Комментируя песню, Алексей Мажаев из InterMedia заявил, что это «достаточно стандартная вещь „в стиле Лолиты“ — вроде бы про счастливую любовь, но не без провокации». Куда больше вопросов у рецензента вызвал расхваленный в пресс-релизах клип, который, по его мнению, никак с песней не сочетается. «Если клип смотреть без звука, картинка выглядит даже более убедительной: можно нафантазировать, что Лолита Марковна действительно выступает в стиле гранж. Но нет: на самом деле в этом тщательно продуманном гаражном антураже она поёт вполне эстрадную вещь, и непонятно, почему это вдруг так заводит лохматых юношей. Похоже, видео сняли не на ту песню», — резюмировал Мажаев.

## Чарты
| Чарт (2024)     | Высшая позиция |
| --------------- | -------------- |
| Россия (TopHit) | 88             |

## История релиза
| Регион | Дата           | Формат                      | Лейбл       | Ист.  |
| ------ | -------------- | --------------------------- | ----------- | ----- |
| Мир    | 22 ноября 2024 | Цифровая загрузка, стриминг | Fenix Music | [ 2 ] |
| СНГ    | 22 ноября 2024 | Радиоротация                | Fenix Music | [ 5 ] |